# 칼디스페라속
칼디스페라속은 칼디스페라과의 유일속이다.